# Bistum Suchitepéquez-Retalhuleu
Das Bistum Suchitepéquez-Retalhuleu (lateinisch Dioecesis Suchitepequensis-Retalhulensis) ist ein in Guatemala gelegenes römisch-katholisches Bistum mit Sitz in Mazatenango. Es umfasst die Departamentos Suchitepéquez und Retalhuleu.

## Geschichte
Papst Johannes Paul II. gründete das Bistum Suchitepéquez-Retalhuleu am 31. Dezember 1996 mit der Apostolischen Konstitution Ad aptius consulendum aus Gebietsabtretungen des Erzbistums Los Altos Quetzaltenango-Totonicapán, dem es auch als Suffraganbistum unterstellt wurde. Seit der Gründung ist Pablo Vizcaíno Prado Bischof.

## Weblinks

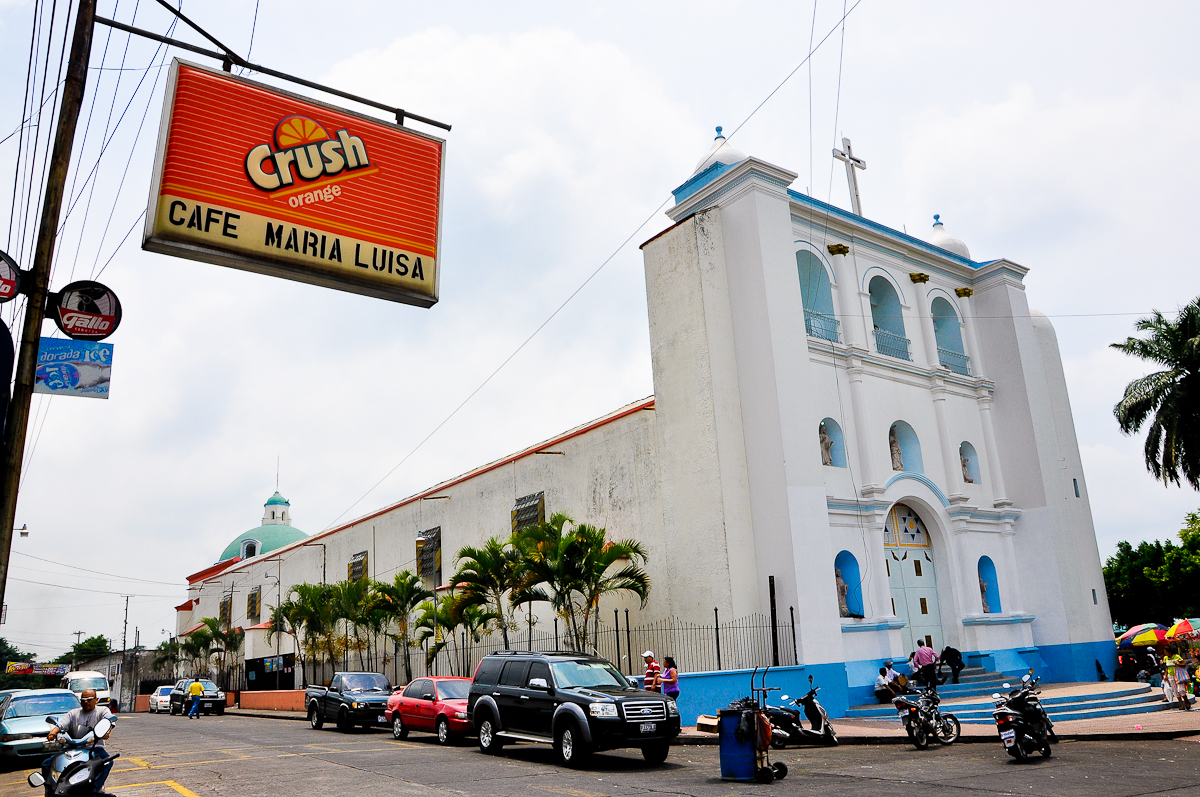
Kathedrale von Mazatenango